# 金寿浩
金寿浩（：／ Kim Suho；1962年6月—），男，朝鲜族，吉林珲春人，中华人民共和国政治人物，中国共产党党员，第十三届全国人民代表大会吉林地区代表。曾任延边朝鲜族自治州州长。

## 生平
2017年6月，任延边朝鲜族自治州州长。2018年2月24日，当选为第十三届全国人大代表。
2022年1月，当选为吉林省第十三届人民代表大会常务委员会委员。成为自2003年以来，首个未直接晋升副部级的原延边州州长。

### 落马
2024年8月23日，金寿浩涉嫌严重违纪违法，主动投案，接受纪律审查和监察调查。
2025年4月7日，吉林省纪委监委决定给予其开除党籍开除公职处分，收缴违纪违法所得，移送司法机关。同月，金寿浩涉嫌受贿罪一案，经吉林省人民检察院指定管辖，由松原市人民检察院依法向松原市中级人民法院提起公诉。

## 荣誉
因在脱贫攻坚战中作出突出贡献，2021年2月25日全国脱贫攻坚总结表彰大会上，金寿浩被授予“全国脱贫攻坚先进个人”。